# Billy Koch
William Christopher "Billy" Koch, född den 14 december 1974 i Rockville Centre i delstaten New York, är en amerikansk före detta professionell basebollspelare som tog brons för USA vid olympiska sommarspelen 1996 i Atlanta.
Koch spelade därefter sex säsonger i Major League Baseball (MLB) 1999–2004. Han spelade för Toronto Blue Jays (1999–2001), Oakland Athletics (2002), Chicago White Sox (2003–2004) och Florida Marlins (2004). Totalt spelade han 380 matcher i MLB och var 29-25 (29 vinster och 25 förluster) med 163 saves och en earned run average (ERA) på 3,89. 2002 vann han American Leagues Rolaids Relief Man Award, priset till ligans bästa relief pitcher (inhoppare), efter att ha varit 11-4 med 44 saves.